# The Place Beyond the Winds
The Place Beyond the Winds é um filme mudo norte-americano de 1916, do gênero drama, dirigido por Joe De Grasse e estrelado por Lon Chaney. Quatro das cinco bobinas estão conservadas no arquivo de filme na Biblioteca do Congresso, localizado no estado de Washington, D.C.

## Elenco
- Dorothy Phillips - Priscilla Glenn
- Jack Mulhall - Dick Travers
- Lon Chaney - Jerry Jo
- Joe De Grasse - Anton Farwell
- C. Norman Hammond - Nathan Glenn
- Alice May Youse - Sra. Glenn
- Grace Carlyle - Joan Moss
- Countess Du Cello - Sra. Travers
- William Powers - Dr. Leeydward